# 什塔特马滕
什塔特马滕（法語：Stattmatten，法語發音：[ʃtatmatən]）是法国下莱茵省的一个市镇，属于阿格诺-维桑堡区。

## 地理
什塔特马滕（48°47'49"N, 8°0'9"E）面积3.93 平方千米，位于法国大東部大區下莱茵省，该省份为法国大陆部分最东部的省份，是阿尔萨斯的一部分，今与上莱茵省组成了阿尔萨斯欧洲集体，其南至上莱茵省，西南接孚日省和默尔特-摩泽尔省，西接摩泽尔省，北与德国接壤，东侧沿莱茵河与德国相望。
与什塔特马滕接壤的市镇（或旧市镇、城区）包括：达伦登、路易堡、塞瑟奈姆、伦策奈姆-奥厄奈姆。
什塔特马滕的时区为UTC+01:00、UTC+02:00（夏令时）。

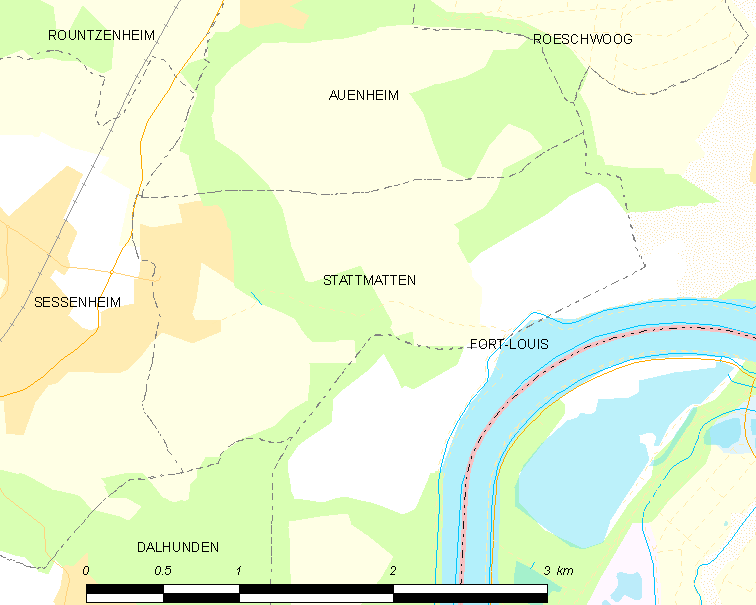
什塔特马滕的OSM定位图

## 行政
什塔特马滕的邮政编码为67770，INSEE市镇编码为67476。

## 政治
什塔特马滕所属的省级选区为比什维莱尔县。

## 人口

1962-2008年间什塔特马滕人口变化图示

什塔特马滕于2022年1月1日时的人口数量为756人。